# Taphrina vestergrenii
Taphrina vestergrenii är en svampart som beskrevs av Karl Giesenhagen 1901.
Taphrina vestergrenii ingår i släktet Taphrina och familjen häxkvastsvampar.  Arten är reproducerande i Sverige. Inga underarter finns listade i Catalogue of Life.